# Chinkultici korong
A chinkultici korong egy 6. vagy 7. századi maja régészeti lelet. Az 56 cm átmérőjű, 12,5–13 cm vastagságú, mészkőből készült alkotás ma a mexikóvárosi Nemzeti Embertani Múzeum gyűjteményének részét képezi. A leletet a mexikói Chiapas államban található Chinkultic maja romváros melletti La Esperanza területén találták meg, eredetileg egy labdajátékpálya jelzője volt, a pálya talaján helyezkedett el.

## A korong ábrája
A korongot faragott dombormű díszíti: középen egy labdajátékost ábrázol, aki derekával éppen elüti a labdát, körben pedig a maja írás 12 jele és 7 száma (9, 7, 17, 12, 14, 11, 7) jelenik meg. Ezek a számok az 591-es évet jelzik, ekkor avathatták fel a pályát.
A labdajátékos mindkét lábát behajlítja, a jobb karját a mellére vagy a bal vállára teszi, bal karjával pedig egy feliratos táblát tart vagy arra mutat. Derekát egy valószínűleg szarvasbőrből készült kötény vagy szoknyaszerűség védi, melyet övvel erősítettek a testére. Fejdíszének bóbitaszerű része testének bal oldala felé hajlik, elöl pedig egy olyan összekötözött hajtincse van, amely azt jelzi, hogy ő a maja mitológiában szereplő legendás ikerpár egyik tagja lehet, ráadásul a Popol Vuhban is szerepel: amikor Ixbalanqué, az egyik testvér Xibalbá urai ellen játszott labdajátékot, labdaként testvére levágott fejét használta, és valóban, a korongon ábrázolt labdán is egy fej ábrázolása figyelhető meg.